# Robert E. Pursley

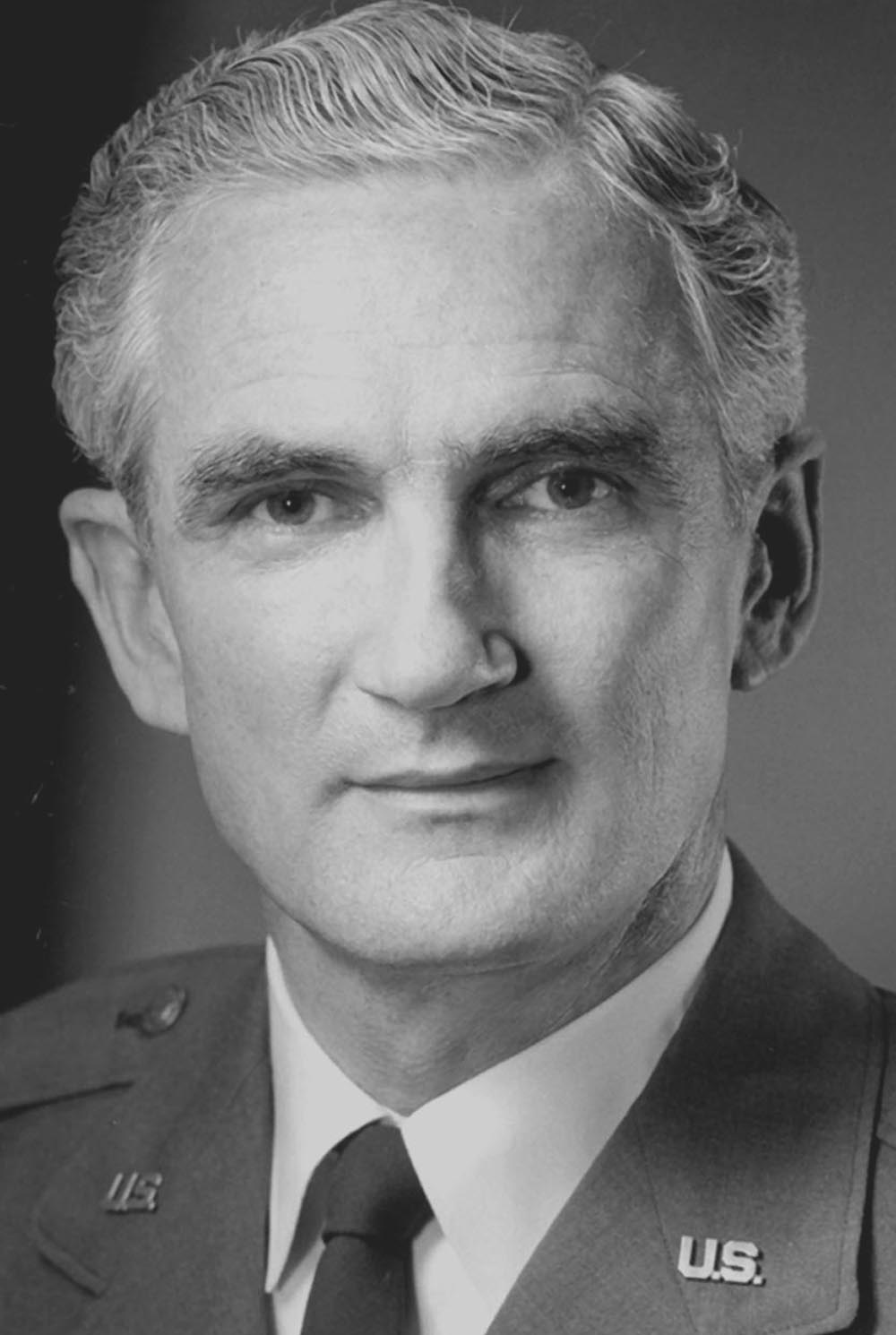
Robert E. Pursley

Robert Edwin Pursley (* 23. November 1927 in Muncie, Delaware County, Indiana) ist ein pensionierter Generalleutnant der United States Air Force. Er war unter anderem Kommandeur der United States Forces Japan und der 5. Luftflotte.
Pursley studierte zunächst an der Ball State University in Indiana. In den Jahren 1945 bis 1949 durchlief er die United States Military Academy in West Point. Nach seiner Graduation trat er der United States Air Force bei und durchlief anschließend alle Offiziersränge vom Leutnant bis zum Drei-Sterne-General.
Im Lauf seiner militärischen Karriere absolvierte er verschiedene Kurse und Schulungen. Dazu gehörten unter anderem eine Ausbildung zum Kampfpiloten und weitere Fortbildungskurse als Pilot von neuen Flugzeugtypen. Er absolvierte das Air War College und erhielt akademische Grade von der Harvard University.
In seinen frühen Jahren als Offizier der Luftwaffe war er an verschiedenen Stützpunkten in den Vereinigten Staaten stationiert. Dabei war er als Pilot, Flugausbilder oder Stabsoffizier bei unterschiedlichen Einheiten tätig. Im Jahr 1952 war er als Kampfpilot im Koreakrieg eingesetzt. Danach setzte er seine Offizierslaufbahn in den Vereinigten Staaten fort. Ende der 1950er und Anfang der 1960er Jahre gehörte er der Fakultät der United States Air Force Academy in Colorado Springs an.
Zwischen Mai 1963 und Juli 1965 war Robert Pursley Stabsoffizier im Verteidigungsministerium der Vereinigten Staaten. Daran schloss sich sein Studium am Air War College an, das er im Jahr 1966 erfolgreich abschloss. Danach kehrte er zum Stab des Verteidigungsministeriums zurück, dem er bis 1972 angehörte. Im August 1972 wurde er nach Japan versetzt, wo er zunächst stellvertretender Kommandeur der United States Forces Japan und der 5. Luftflotte wurde. Am 15. November 1972 übernahm er als Nachfolger von Gordon M. Graham das Kommando über diese beiden Organisationen. Diese Aufgabe nahm er bis zum 1. März 1974 wahr als Edward P. McNeff zu seinem kommissarischen Nachfolger bestellt wurde. Anschließend schied er aus dem aktiven Militärdienst aus.
Nach seiner Pensionierung war Robert Pursley Präsident des Logistics Management Institutes und Vorstandsmitglied bei der United Services Automobile Association. Außerdem war er noch im Vorstand einiger anderen Firmen.

## Orden und Auszeichnungen
Robert Pursley erhielt im Lauf seiner militärischen Laufbahn unter anderem folgende Auszeichnungen:
- Defense Distinguished Service Medal
- Air Force Distinguished Service Medal
- Legion of Merit
- Distinguished Flying Cross
- Air Medal